# Liburner

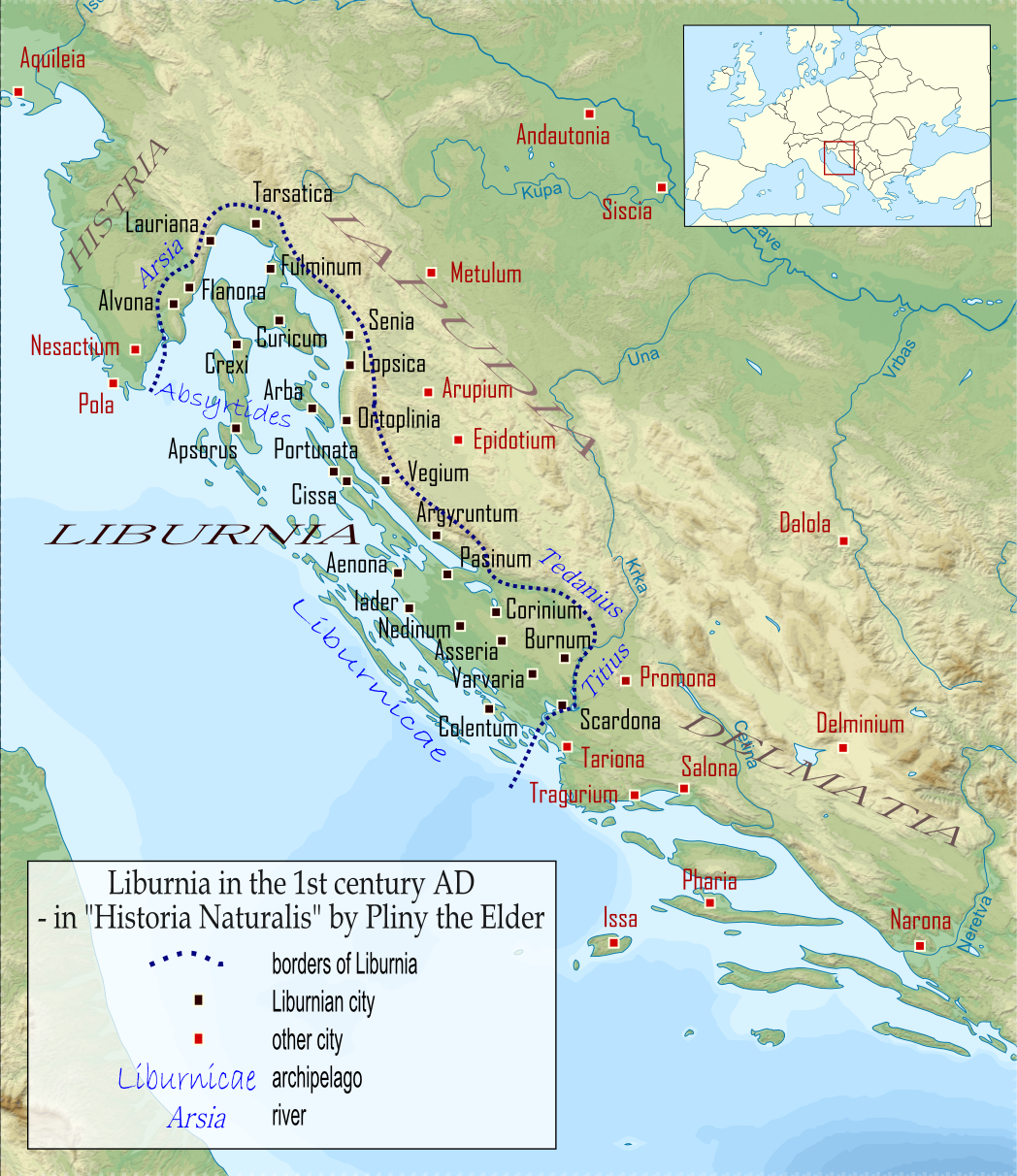
Engelskspråkig karta över Liburnien

Liburner (latin: liburni, grekiska: Λιϐουρνοί) var en illyrisk folkgrupp som under antiken bebodde Liburnien, ett område som sträckte sig längs med den östra adriatiska kusten, från floden Raša (Arsia) till Krka (Titius), i vad som idag är Kroatien.

## Språk
Liburnerna talade liburniska, ett idag utdött indoeuropeiskt kentumspråk. Språket har lämnat spår i flera ortnamn längs den kroatiska kusten.